# リトアニア王国 (1251年-1263年)
リトアニア王国（リトアニア語: Lietuvos Karalystė）は、1251年から1263年までリトアニアに存在した君主国である。リトアニア大公ミンダウガスは、最初で最後のリトアニア国王として戴冠した。王国の地位は、1263年のミンダウガスの暗殺で喪失した。その他のリトアニアの君主は、その立場がほとんど国王と同一にもかかわらず大公として言及される。その後、1430年にヴィータウタスによって、1918年にリトアニア協議会によって、2度の王国建国の試みがなされた。

## 国王ミンダウガス

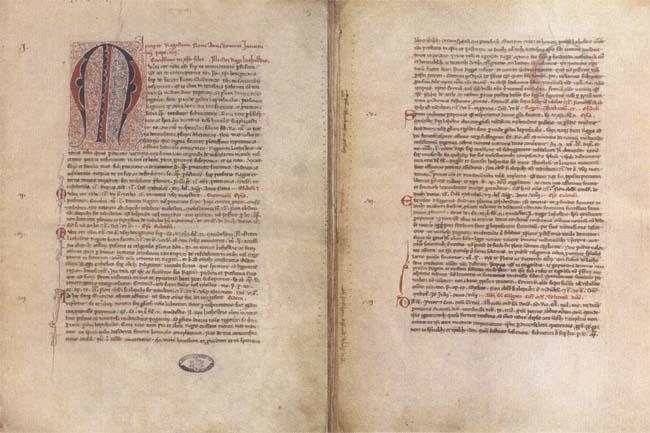
リトアニアの地がローマ教皇の支配下にあると見做す教皇印。

13世紀初頭のリトアニアには大公国を形成することになる様々な異教を奉じたバルト系諸族が移住してきた。1230年までにミンダウガスが大公国の指導者として頭角を現した。1249年にミンダウガスと甥のタウトヴィラス及びゲドヴィダスとの間で内戦が勃発した。両陣営とも国外に同盟を求め、ミンダウガスはリヴォニア騎士団から軍事的援助のみならず、自身のカトリックの改宗及び幾つかのリトアニア西部の地の割譲と引き換えにリトアニア国王の地位の確約を得ることに成功した。王国の地位は1251年 6月17日にミンダウガスがクルム司教の手でローマ教皇インノケンティウス4世から送られた王冠を授けられたことで実現した。 2年後にミンダウガスとその妻モルタはそれぞれリトアニア国王・女王として戴冠した。 1255年にミンダウガスは教皇アレクサンデル4世から息子を国王として戴冠させる許可を得た。
ミンダウガスの戴冠とリヴォニア騎士団との同盟はリトアニアと騎士団との平和な関係を可能とした。この期間中にリトアニアは東方に拡大し、騎士団はジェマイティヤの征服を試みた。甥のトレニオタ誘いを受けてミンダウガスは騎士団との和平を破棄して更には1259年のスクオダスの戦い及び1260年のドゥルベの戦いで騎士団を破っている。騎士団との戦いによりトレニオタの影響力は増し、その優位権はミンダウガスから逸脱した。争いは1263年にミンダウガスが2人の息子とともに暗殺されることで終焉し、リトアニアは異教信仰に戻り、王国としての地位を喪失した。リトアニアはリトアニア大公国として存続し、以後に続く君主はキリスト教に改宗(リトアニアのキリスト教化は1387年になってからのことだった)するまでは国王として戴冠出来なかった。

## 王国再建の試み
| ミンダウガス戴冠750年を記念して作られたリトアニアの通貨 200 リタス。 |  | ミンダウガス戴冠750年を記念して作られたリトアニアの通貨 200 リタス。 |
| ミンダウガス戴冠750年を記念して作られたリトアニアの通貨 200 リタス。 |  |                                                                      |

1392年から1430年までの大公ヴィータウタスによる王位獲得の試みがなされている。同時期にヴィータウタスは神聖ローマ皇帝ジギスムント・フォン・ルクセンブルクによって1430年に国王であることとリトアニアの王国化が宣言されている。しかしながらジギスムントからヴィータウタスに送られた王冠は途中でポーランド貴族によって奪取された。それから程なくしてヴィータウタスは国王に戴冠することなく没した。
後の1918年2月にリトアニアは独立を宣言することで君主制が復活し、2代ウラッハ公が国王ミンダウガス2世として招聘された。しかし、君主制は短期間で終わり、ミンダウガス2世はリトアニアへ赴くことが出来なかった。リトアニア王国はドイツ帝国の従属国であり、ドイツが1918年に第一次世界大戦で敗北すると君主制案は共和制に取って代わられた。